# الارو
الارو (به اسپانیایی: Alaró) یک شهرستان در اسپانیا است که در جزایر بالئاری واقع شده‌است.

## خصوصیات
الارو ۴۵٫۷۲ کیلومترمربع مساحت و ۵٬۱۷۸ نفر جمعیت دارد و ۲۵۲ متر بالاتر از سطح دریا واقع شده‌است.